# Онуфрий из Катандзаро
Онуфрий (X век) — святой отшельник из Катандзаро. День памяти — 4 августа.
Святой Онофрий родился в благородной семье в Бельфорте, центре Вибонезе, что недалеко от Ваццано. В молодом возрасте он покинул свой дом против воли отца, владельца деревни, чтобы посвятить себя отшельнической жизни, уединившись в пещере в густом лесу, вдали от всех.
За ним последовала его сестра Елена.
Святой Онофрий дожил до глубокой старости, отличаясь своим духом молитвы, долгими постами и умерщвлением плоти.
Одно из немногих свидетельств о святом Онофрии принадлежит Джованни Фиоре да Кропани, младшему монаху из капуцинов, о чём сообщается в Томе Calabria Illustrata 1743 года.
Святой отошёл ко Господу 4 августа 995 года. После его кончины его тело было перевезено в соседний существующий монастырь в местности Чао.
Всё местное население провозгласило его святым благодаря различным милостям, полученным благодаря его заступничеству.
Вокруг монастыря, где он был похоронен, со временем развивался населенный пункт, названный в его честь.